# Claudia Galli
Pour les articles homonymes, voir Galli.
Claudia Galli ou Claudia Galli Concha, née le 3 août 1978 à Stockholm dans le comté de Stockholm en Suède, est une actrice, animatrice de télévision, productrice de cinéma et scénariste suédoise.

## Biographie
Claudia Galli naît à Stockholm en 1978. D'origine italienne, elle est la tante de l'actrice suédoise Josephine Bornebusch.
Elle débute comme actrice au cinéma et à la télévision au milieu des années 1990. Ces rôles réguliers dans les séries télévisées Svensson, Svensson et Skilda världar la font connaître auprès du public suédois.
En 2010, elle participe à la cinquième saison de l'émission de télé-réalité Let's Dance (l'adaptation suédoise de l'émission britannique Strictly Come Dancing, Danse avec les stars en France). Elle atteint la finale et se classe deuxième. La même année, elle présente sur la chaîne télévisée SVT Barnkanalen l'émission Bulldogg qui présente à des enfants différentes races de chiens.
En 2012, elle obtient le rôle d'Erica Falk, romancière et enquêtrice à ses heures perdues, dans la série télévisée policière Les Enquêtes d'Érica (Fjällbackamorden) qui s'inspire des romans de l'écrivaine suédoise Camilla Läckberg. Elle joue aux côtés de Richard Ulfsäter dans les six épisodes.
En 2017, elle travaille comme scénariste et productrice pour son mari, le réalisateur suédois d'origine chilienne Manuel Concha (en), sur le film Den enda vägen.

## Filmographie

### Au cinéma

#### Actrice
- 1998 : Tueur d'état (Sista kontraktet) de Kjell Sundvall
- 2001 : Festival de Karl Johan Larsson
- 2001 : Känd från TV de Fredrik Lindström
- 2006 : Kärringen därnere de Ragnar Di Marzo
- 2009 : Emmas film d'Anders Habenicht (sv)
- 2013 : Bäst före de Mats Arehn (en)
- 2013 : Tyskungen de Per Hanefjord (en)
- 2013 : Sune på bilsemester d'Hannes Holm
- 2015 : I nöd eller lust de Kjell Sundvall

#### Scénariste
- 2017 : Den enda vägen de Manuel Concha (en)

#### Productrice
- 2017 : Den enda vägen de Manuel Concha (en)

### A la télévision

#### Séries télévisées
- 1995 : Svarta skallar och vita nätter
- 1997 - 2002 : Skilda världar
- 2007 : Tusenbröder, deux épisodes
- 2007 : Playa del Sol, un épisode
- 2007 : Lögnens pris, un épisode
- 2007 : Labyrinth, un épisode
- 2007 – 2008 : Svensson, Svensson
- 2008 : Sthlm, un épisode
- 2008 : Misses lita, un épisode
- 2008 : Contre-enquête (Oskyldigt dömd), un épisode
- 2009 : Parlamentet
- 2009 : Cirkus Möller
- 2010 : Starke man
- 2012 : Les Enquêtes d'Érica (Fjällbackamorden)
- 2014 : Long Way Home
- 2014 : Hoppas farfar dör
- 2014 : Welcome to Sweden, un épisode

### Doublage

#### Au cinéma
- 2006 : Astérix et les Vikings de Stefan Fjeldmark et Jesper Møller
- 2007 : Bee Movie : Drôle d'abeille (Bee Movie) de Steve Hickner et Simon J. Smith
- 2011 : Rango de Gore Verbinski
- 2011 : Spy Kids 4: Tout le temps du monde (Spy Kids: All the Time in the World in 4d ) de Robert Rodriguez